# 河田悠冶
河田 悠冶（かわだ ゆうや、1月3日 - ）は、日本の漫画家。広島県安芸郡出身。ほかに元海星、河田悠也というペンネームを使っていた。

## 来歴
第7回（2009年上半期）ストキン炎にて、『KUMA』（元海星名義）でガリョキンプリンス部門準プリンス受賞。『赤マルジャンプ』2010WINTERに掲載された「奇怪とんち噺 花咲一休」（河田悠也名義、原作：小宮山健太）の作画担当としてデビュー。『週刊少年ジャンプ』2010年34号に、第6回ジャンプ金未来杯参加作として「奇怪とんち噺 花咲一休」（河田悠也名義、原作：小宮山健太）を掲載、優勝を獲得する。河田悠冶名義で『週刊少年ジャンプ』2011年23号から38号まで「奇怪噺 花咲一休」（原作：小宮山健太）を連載。『週刊少年ジャンプ』2013年26号から41号まで「スモーキーB.B.」（原作：小宮山健太）を連載。

## 人物
趣味と特技は、音楽と映画と寝ること。好きな漫画に尾田栄一郎の『ONE PIECE』と冨樫義博の『HUNTER×HUNTER』、岸本斉史の『NARUTO -ナルト-』と奥浩哉の『GANTZ』を挙げている。

## 作品リスト

### 連載
- 奇怪噺 花咲一休（原作：小宮山健太、『週刊少年ジャンプ』2011年23号[6] - 38号[7]、全2巻）- 「奇怪とんち噺 花咲一休」の連載版[6]
- スモーキーB.B.（原作：小宮山健太『週刊少年ジャンプ』2013年26号[8] - 41号[9]）

### 読み切り
- 奇怪とんち噺 花咲一休（原作：小宮山健太） - デビュー作[要出典]、河田悠也名義[4][5]
  - 『赤マルジャンプ』2010WINTER[6] - 読切47P[4]
  - 『週刊少年ジャンプ』2010年34号[6] - 読切センターカラー47P[5]、第6回金未来杯参加[5]・優勝作品[要出典]
- ある朝起きたら（原作：西尾維新、『週刊少年ジャンプ』2014年37・38合併特大号[10]）
- 大量殺人光線武田（原作：山本広大、『少年ジャンプNEXT!!』2014 vol.5[11]） - ストキン準キング受賞作の漫画化[11]